# تام روتراک
تام روتراک (انگلیسی: Tom Rothrock؛ زادهٔ ) یک موسیقی‌دان اهل ایالات متحده آمریکا است. 